# Himerometroidea
Himerometroidea zijn een superfamilie uit de orde van de haarsterren (Comatulid).

## Families
- Colobometridae A.H. Clark, 1909
- Himerometridae A.H. Clark, 1907
- Mariametridae A.H. Clark, 1909
- Zygometridae A.H. Clark, 1908